# 다나하시 유스케
다나하시 유스케(일본어: 棚橋 雄介, 1987년 4월 9일 ~ )는 일본의 전 축구 선수이다.

## 구단 경력
과거 카탈레 도야마, FC 류큐에서 활동하였다.